# شیم امهوکا
شیم امهوکا (انگلیسی: Shim Mheuka؛ زادهٔ ۲۰ اکتبر ۲۰۰۷) بازیکن فوتبال اهل زیمبابوه ست که برای باشگاه فوتبال چلسی بازی می‌کند. 
وی همچنین در تیم‌های ملی فوتبال زیر ۱۵ سال انگلستان، زیر ۱۶ سال انگلستان، زیر ۱۷ سال انگلستان، زیر ۱۸ سال انگلستان و زیر ۱۹ سال انگلستان بازی کرده است.